# Carlos Carrera

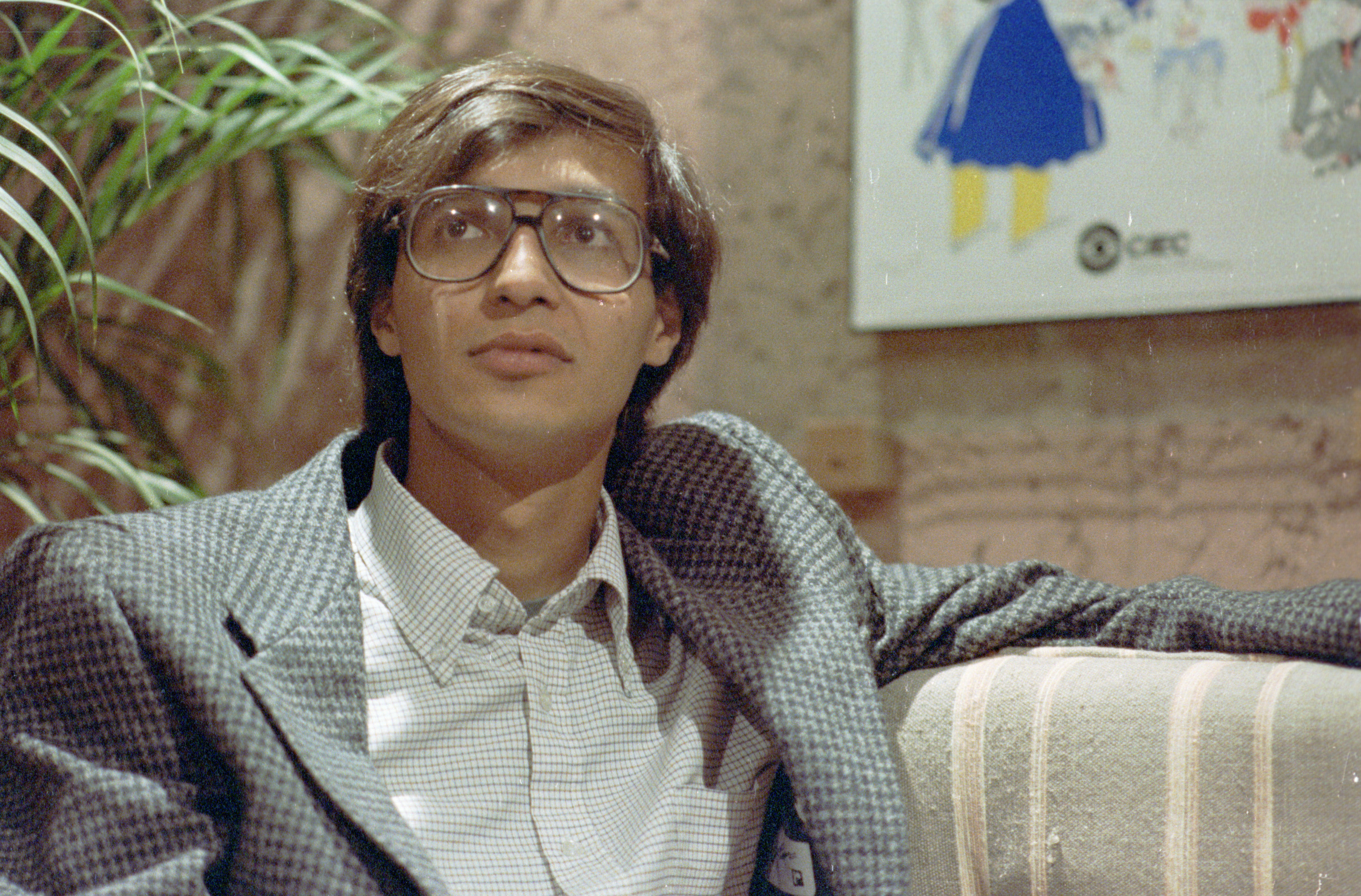
Carlos Carrera 2010

Carlos Carrera, eigentlich Luis Carlos Carrera González, (* 18. August 1962 in Mexiko-Stadt) ist ein mexikanischer Filmregisseur und Animator.

## Leben
Carrera interessierte sich bereits im Kindesalter für Zeichnen und Film und drehte im Alter von zwölf Jahren erste Animationsfilme auf Super 8. Er studierte zunächst Kommunikationswissenschaft an der Universidad Iberoamericana und später Filmregie am Centro de Capacitación Cinematográfica. Er begann seine Regiekarriere mit Animationskurzfilmen, darunter El hijo pródigo (1984), Unkraut vergeht nicht (1988), Amada (1990) und Los mejores deseos (1991). Sein Langfilmregiedebüt wurde 1991 La mujer de Benjamín, für den er 1992 einen Premio Ariel für das Beste Filmdebüt gewann sowie in vier weiteren Kategorien nominiert war. Für seinen 1994 erschienenen Animationskurzfilm El héroe, in dem ein Mann eine junge Frau vom Selbstmord in einer U-Bahn-Station abhalten will, wurde Carrera 1994 mit der Goldenen Palme für den Besten Kurzfilm der Internationalen Filmfestspiele von Cannes ausgezeichnet.
Carreras Filmdrama Sin remitente, das den auf Rache basierenden Zweikampf zweier Nachbarn zum Thema hat, lief 1995 im Wettbewerb um den Goldenen Löwen der Internationalen Filmfestspiele von Venedig und gewann 1996 einen Premio Ariel in der Kategorie Bester Film. Die Versuchung des Padre Amaro, eine Verfilmung von José Maria Eça de Queiroz’ Roman Das Verbrechen des Paters Amaro, wurde unter anderem 2002 für einen Goya in der Kategorie Bester ausländischer Film in spanischer Sprache sowie 2003 für einen Oscar (Bester fremdsprachiger Film) und einen Golden Globe (Bester fremdsprachiger Film) nominiert. Der Spielfilm um einen vom Weg abkommenden jungen Priester sorgte vor allem bei der katholischen Kirche für einen Skandal und wurde in Mexiko ein großer Kassenerfolg. Im 2009 erschienenen Das Paradies der Mörder thematisierte Carrera die Frauenmorde von Ciudad Juárez.
Carreras Werken ist häufig gemein, dass sie die dunkle Seite der menschlichen Existenz thematisieren und die Tiefen der menschlichen Einsamkeit ausloten.

## Filmografie (Auswahl)
- 1984: El hijo pródigo (Kurzfilm)
- 1988: Unkraut vergeht nicht (Malayerba nunca muerde) (Kurzfilm)
- 1988: Un muy cortometraje (Kurzfilm)
- 1989: La paloma azul (Kurzfilm)
- 1990: Amada (Kurzfilm)
- 1991: Los mejores deseos (Kurzfilm)
- 1991: La mujer de Benjamín
- 1991: Infamia
- 1993: La vida conyugal
- 1993: Un vestidito blanco como la leche nido (Kurzfilm)
- 1994: El héroe (Kurzfilm)
- 1994: Sombras de la Malinche (Kurzfilm)
- 1995: Sin remitente
- 1998: Un embrujo
- 1999: Brisa de Navidad (Kurzfilm)
- 2002: Die Versuchung des Padre Amaro (El crimen del Padre Amaro)
- 2004: De raíz (Kurzfilm)
- 2004: Cero y van 4 (Segment Barbacoa de Chivo)
- 2005: La reina roja, un misterio maya (TV)
- 2006: Sexo, amor y otras perversiones (Segment María en el Elevador)
- 2008: Terminales (TV-Serie)
- 2009: Das Paradies der Mörder (El traspatio)
- 2010: De la infancia
- 2008–2012: Capadocia (TV-Serie, acht Folgen)
- 2014: Dos Lunas (TV-Serie, drei Folgen)

## Auszeichnungen (Auswahl)
- 1991: Montréal First Film Prize, Montreal World Film Festival, für La mujer de Benjamín
- 1992: Premio Ariel, Bestes Filmdebüt, für La mujer de Benjamín
- 1993: Nominierung Goldener Leopard, Internationales Filmfestival von Locarno, für La vida conyugal
- 1994: Goldenen Palme für den Besten Kurzfilm, Internationale Filmfestspiele von Cannes 1994, für El héroe
- 1994: Premio Ariel, Bester Kurzfilm, für El héroe
- 1995: Nominierung Goldener Löwe, Internationale Filmfestspiele von Venedig 1995, für Sin remitente
- 1996: Premio Ariel, Bester Film, für Sin remitente
- 1998: Nominierung Goldene Muschel, Festival Internacional de Cine de San Sebastián, für Un embrujo
- 1999: Premio Ariel, Bestes adaptiertes Drehbuch, für Un embrujo
- 1999: Premio Ariel, Beste Regie, für Un embrujo
- 2002: Goya-Nominierung, Bester ausländischer Film in spanischer Sprache, für Die Versuchung des Padre Amaro
- 2002: Nominierung Goldene Muschel, Festival Internacional de Cine de San Sebastián, für Die Versuchung des Padre Amaro
- 2003: Oscar-Nominierung, Bester fremdsprachiger Film, für Die Versuchung des Padre Amaro
- 2003: Golden-Globe-Nominierung, Bester fremdsprachiger Film, für Die Versuchung des Padre Amaro
- 2003: Premio Ariel, Beste Regie, für Die Versuchung des Padre Amaro
- 2005: Premio Ariel, Bester animierter Kurzfilm, für De raíz
- 2010: Remio Ariel, Beste Regie, für Das Paradies der Mörder
- 2010: Preis der Ökumenischen Jury, Internationales Filmfestival Warschau, für De la infancia
- 2010: Preis für das Beste Drehbuch, Montreal World Film Festival, für De la infancia